# De witte villa
De witte villa is een hoorspel van Friedrich Dürrenmatt. Die Panne werd op 17 januari 1956 uitgezonden door de Norddeutscher Rundfunk en kreeg in dat jaar de Hörspielpreis der Kriegsblinden. Dolf Verspoor vertaalde de tekst en in de regie van Coos Mulder bracht de VPRO het hoorspel op vrijdag 17 april 1959. Het duurde 57 minuten.

## Rolbezetting
- Guus Hermus (Alfred Trip)
- Sacco van der Made (garagehouder)
- onbekend (hotelhouder)
- Ko van den Bosch (Werge)
- Johan Fiolet (Zorn)
- Philippe la Chapelle (Kommer)
- Frits van Dijk (Pilet)
- Mimi Boesnach (Simone)
- onbekend (Tobias)

## Inhoud
De auto van hoofdvertegenwoordiger Trip heeft pech, zodat hij onvoorzien in een boerendorpje moet overnachten. Daar het enige logement lawaaierig en bovendien bezet is, verwijst men hem naar een eenzame villa, waar gasten bij gelegenheid ook weleens onderdak vinden. Daar treft hij vier oude heren aan, die hem vergasten op een kostelijk avondmaal plus exquise wijnsoorten - helemaal gratis. De enige voorwaarde is dat hij meespeelt met hun spel. Trip is vrolijk verbaasd en stemt erin toe. De heren zijn vier sinds lang gepensioneerden uit de gerechtelijke sfeer: een openbare aanklager, een advocaat, een rechter en iemand die de rol van “beul” op zich neemt. Wekelijks spelen ze tweemaal een rechtszaak en hebben daarvoor natuurlijk een “beklaagde” nodig, die ze telkens van buiten aantrekken. Trip vindt de rol even aangenaam als het genuttigde maal, maar zijn advocaat waarschuwt hem van bij de aanvang niet lichtzinnig te praten. Hij schrikt vooral als Trip fier spreekt over zijn nieuwe Studebaker, de opvolger van zijn goedkope oude Citroën, en hoe hij promotie maakte nadat hij zijn schielijk overleden baas verving. Zeer vergenoegd bekent Trip bovendien dat deze baas plots een hartinfarct had gekregen, dat hij met diens vrouw een amusante verhouding had en dat hij er pret aan had beleefd dit door een derde aan de onsympathieke, met de ellebogen werkende chef te laten overbrieven. Nu volgt de beschuldiging van de openbare aanklager, die het over moord en doodstraf heeft. Daarna volgt het pleidooi van de advocaat, die vrijspraak vraagt daar Trip volgens hem niet als een misdadiger, maar als een slachtoffer van onze tijd te beschouwen is… Maar Trip, die nogal gevleid is door de aandacht die hij krijgt en zich ook berouw heeft ingedronken, verweert zich tegen de beledigingen van zijn advocaat: hij is niet minder dan een misdadiger. Tevreden over de succesvolle afloop stemt de rechter stemt daarmee in. De ter dood veroordeelde wordt naar de eerste verdieping gebracht om onthoofd te worden en de beul opent daar zijn kraag…